# Ydre (đô thị)
Đô thị Ydre (Ydre kommun) là một đô thị ở hạt Östergötland, đông nam Thụy Điển. Thủ phủ là thị xã Österbymo.
Đô thị này được thành lập trong cuộc cải cách chính quyền địa phương năm 1952, khi 6 đơn vị cũ được hợp nhất.

## Các địa phương
Có 3 khu vực đô thị ở đô thị Ydre. Dân số trong bảng sau theo thời điểm 31/12/2005.
| # | Địa phương | Dân số |
| - | ---------- | ------ |
| 1 | Österbymo  | 873    |
| 2 | Hestra     | 490    |
| 3 | Rydsnäs    | 304    |